# Pražského povstání (metrostation)
Pražského povstání is een station aan lijn C van de metro van Praag. Het station werd geopend op 9 mei 1974 en ligt onder het Hrdinů-plein in de wijk Pankrác en behoort tot de oudste stations van lijn C.
Het station is een ondiep gelegen zuilenstation, en ligt op een diepte van acht meter. De naam betekent letterlijk (station van) de Praagse Opstand.
Letňany · Prosek · Střížkov · Ládví · Kobylisy · Nádraží Holešovice · Vltavská · Florenc · Hlavní nádraží · Muzeum · I. P. Pavlova · Vyšehrad · Pražského povstání · Pankrác · Budějovická · Kačerov · Roztyly · Chodov · Opatov · Háje